# Pièges !
Pour les articles homonymes, voir Piège.
Pièges !, commercialisé aux États-Unis sous le nom de Stay Alive, est un jeu de société américain de type jeu de stratégie, édité par MB (Hasbro) à partir de 1971,.